# 2023年世界游泳錦標賽
2023年世界游泳錦標賽，為第20屆世界游泳錦標賽，於2023年7月14日至30日在日本福岡市舉行。由於嚴重特殊傳染性肺炎疫情大流行，東京2020年夏季奧林匹克運動會延遲到2021年，原定於2021年舉行的錦標賽也推遲一年，定於2022年5月13日至29日舉行。後來再由於日本針對嚴重特殊傳染性肺炎疫情大流行採取的旅行限制措施，賽事二次推遲至2023年。取而代之的是，布達佩斯於2022年6月18日至7月3日舉辦第19屆世錦賽。
本賽事是福岡主辦2001年世界游泳錦標賽的22年後再次主辦游泳世錦賽。

## 主办地选举
2013年7月于西班牙巴塞罗那举行的国际泳联大会上，本次比赛原定于2021年夏在匈牙利布达佩斯举行，该次大会同时决定韩国光州举办2019年世界游泳锦标赛；但2015年3月，因墨西哥瓜达拉哈拉出于资金原因放弃角逐主办地，布达佩斯改为举办2017年游泳世锦赛，2021年赛事的主办地将重新决定。
2015年6月9日，国际泳联宣布有多国表示出举办2021年游泳世锦赛的兴趣。当年6月30日举行了由有意申办比赛的城市代表参加的会议，这些城市分别为：阿联酋阿布扎比（与迪拜合办）、阿根廷布宜诺斯艾利斯、土耳其伊斯坦布尔、中国南京（与武汉合办）、日本福冈（与东京合办），以及卡塔尔多哈。2016年1月31日，国际泳联在瑞士洛桑举行投票，结果为福冈将举办2021年游泳世锦赛，多哈将举办2023年游泳世锦赛。
受2019冠状病毒病疫情影响，福冈组委会两度将福冈举办的世界锦标赛延期，最终延期至2023年。国际泳联随后宣布2022年举办的世界游泳锦标赛改由匈牙利布达佩斯举办，福冈则改为举办2023年世界游泳锦标赛。

## 比赛场地
多数比赛在福冈海洋会展中心进行，该场馆曾举办2001年世界游泳锦标赛、1995年夏季世界大学生运动会。以下是各项目的比赛场馆：
- 福冈海洋会展中心A馆（游泳、花样游泳）
- 福冈海洋会展中心B馆（水球）
- 福冈县立综合泳池（跳水）
- 海滨百道海滨公园（公开水域游泳、高空跳水）

## 赛程
此次比赛共设75个项目，其中高空跳水时隔四年再度成为世界游泳锦标赛正式项目。第一周进行花样游泳、跳水、公开水域、水球小组赛阶段的比赛，第二周则进行游泳、高空跳水和水球淘汰赛阶段的比赛。
| ● | 开幕式 | ● | 非决赛赛事 | ● | 决赛赛事 | ● | 闭幕式 | M | 男子赛事 | W | 女子赛事 |

| 2023年7月    | 14日 | 15日 | 16日 | 17日 | 18日 | 19日 | 20日 | 21日 | 22日 | 23日 | 24日 | 25日 | 26日 | 27日 | 28日 | 29日 | 30日 | 总计 |
| ------------ | ---- | ---- | ---- | ---- | ---- | ---- | ---- | ---- | ---- | ---- | ---- | ---- | ---- | ---- | ---- | ---- | ---- | ---- |
| 典礼         | ●    |      |      |      |      |      |      |      |      |      |      |      |      |      |      |      | ●    | -    |
| 游泳         |      |      |      |      |      |      |      |      |      | 5    | 4    | 5    | 5    | 5    | 5    | 6    | 7    | 42   |
| 公开水域游泳 |      | 1    | 1    |      | 2    |      | 1    |      |      |      |      |      |      |      |      |      |      | 5    |
| 花样游泳     | ●    | 1    | 2    | 2    | 1    | 2    | 1    | 1    | 1    |      |      |      |      |      |      |      |      | 11   |
| 跳水         | ●    | 3    | 2    | 2    | 1    | 1    | 1    | 1    | 2    |      |      |      |      |      |      |      |      | 13   |
| 高空跳水     |      |      |      |      |      |      |      |      |      |      |      | ●    | 1    | 1    |      |      |      | 2    |
| 水球         |      |      | W    | M    | W    | M    | W    | M    | W    | M    | W    | M    | W    | M    | W    | M    |      | 2    |
| 总计         | 0    | 5    | 5    | 4    | 4    | 3    | 3    | 2    | 3    | 5    | 4    | 5    | 6    | 6    | 6    | 7    | 7    | 75   |
| 累计总数     | 0    | 5    | 10   | 14   | 18   | 21   | 23   | 26   | 29   | 34   | 38   | 43   | 49   | 55   | 61   | 68   | 75   | 75   |

## 参赛代表团
- 阿富汗（1）
- 安圭拉（1）
- 阿尔巴尼亚（4）
- 阿尔及利亚（3）
- 安道尔（2）
- 安哥拉（7）
- 安提瓜和巴布达（3）
- 阿根廷（10）
- 亚美尼亚（6）
- 难民运动员（2）
- 阿鲁巴（7）
- 美属萨摩亚（1）
- （59）
- 奥地利（19）
- 巴哈马（4）
- （2）
- 巴巴多斯（4）
- 布隆迪（4）
- 比利时（10）
- （2）
- 百慕大（4）
- 不丹（2）
- 波斯尼亚和黑塞哥维那（4）
- 玻利维亚（8）
- 博茨瓦纳（2）
- 巴西（35）
- 巴林（4）
- 汶莱（3）
- 保加利亚（6）
- 布基纳法索（2）
- 中非共和国（1）
- 柬埔寨（2）
- 加拿大（49）
- 开曼群岛（3）
- 刚果共和国（2）
- 智利（16）
- 中国（41）
- 科特迪瓦（1）
- 喀麦隆（3）
- 库克群岛（2）
- 哥伦比亚（16）
- 科摩罗（2）
- 佛得角（4）
- 哥斯达黎加（12）
- 克罗地亚（8）
- 古巴（12）
- （2）
- 塞浦路斯（4）
- 捷克（11）
- 丹麦（6）
- 吉布提（2）
- 多米尼克（1）
- （6）
- 厄瓜多尔（4）
- 埃及（28）
- 萨尔瓦多（3）
- 西班牙（43）
- 爱沙尼亚（5）
- 埃塞俄比亚（2）
- 斐济（4）
- 芬兰（6）
- 法国（47）
- 法罗群岛（2）
- 密克罗尼西亚（4）
- 加蓬（2）
- 冈比亚（3）
- 英国（52）
- 几内亚比绍（1）
- （6）
- 德国（38）
- （3）
- 希腊（31）
- 格林纳达（2）
- 危地马拉（5）
- 几内亚（5）
- 关岛（4）
- 圭亚那（3）
- 海地（2）
- 中国香港（14）
- 洪都拉斯（4）
- 匈牙利（28）
- 印度尼西亚（10）
- 印度（10）
- 伊朗（2）
- 爱尔兰（14）
- 伊拉克（2）
- 冰岛（2）
- 以色列（27）
- （3）
- 意大利（58）
- 牙买加（3）
- 约旦（4）
- 日本（64）（主办国）
- （22）
- （2）
- 韩国（36）
- 科索沃（2）
- 沙特阿拉伯（2）
- 科威特（7）
- 老挝（3）
- 拉脱维亚（5）
- 利比亚（2）
- 黎巴嫩（4）
- 圣卢西亚（2）
- 莱索托（1）
- 列支敦士登（2）
- 立陶宛（9）
- 卢森堡（4）
- 荷属圣马丁（2）
- 中国澳门（18）
- 马达加斯加（2）
- 摩洛哥（3）
- 马来西亚（18）
- 马拉维（4）
- 摩尔多瓦（3）
- 马尔代夫（4）
- 墨西哥（45）
- 蒙古（4）
- 马绍尔群岛（2）
- 北马其顿（4）
- （1）
- 马耳他（5）
- （2）
- 摩纳哥（1）
- 莫桑比克（3）
- 毛里求斯（3）
- 纳米比亚（2）
- 尼加拉瓜（2）
- 荷兰（22）
- 尼泊尔（4）
- 尼日利亚（4）
- （2）
- 北马里亚纳群岛（4）
- 挪威（7）
- 新西兰（32）
- 阿曼（2）
- 巴基斯坦（4）
- 巴拿马（4）
- 巴拉圭（4）
- 秘鲁（10）
- 巴勒斯坦（4）
- 帕劳（4）
- 巴布亚新几内亚（4）
- 波兰（17）
- 葡萄牙（14）
- 波多黎各（12）
- （4）
- 罗马尼亚（7）
- 南非（24）
- 卢旺达（2）
- 萨摩亚（4）
- 塞内加尔（4）
- 塞舌尔（4）
- 新加坡（29）
- 圣基茨和尼维斯（1）
- （4）
- 斯洛文尼亚（8）
- 独立运动员（10）
- 圣马力诺（3）
- 所罗门群岛（2）
- 塞尔维亚（6）
- 斯里兰卡（3）
- 苏丹（4）
- 瑞士（15）
- 苏里南（2）
- 斯洛伐克（18）
- 瑞典（17）
- （4）
- 叙利亚（2）
- 坦桑尼亚（4）
- （2）
- （4）
- 泰国（23）
- （2）
- （4）
- 东帝汶（2）
- 多哥（2）
- 中华台北（10）
- 特立尼达和多巴哥（2）
- 突尼斯（1）
- 土耳其（9）
- 阿拉伯联合酋长国（2）
- 乌干达（6）
- 乌克兰（22）
- 乌拉圭（7）
- 美国（78）
- （8）
- 瓦努阿图（2）
- 委内瑞拉（12）
- 越南（10）
- 圣文森特和格林纳丁斯（4）
- 也门（2）
- 赞比亚（3）
- 津巴布韦（4）

## 奖牌榜
*   主办国家/地区（日本）
| 排名                      | 国家 / 地区               | 金牌 | 銀牌 | 銅牌 | 总计 |
| ------------------------- | ------------------------- | ---- | ---- | ---- | ---- |
| 1                         | 中国                      | 20   | 8    | 12   | 40   |
| 2                         |                           | 15   | 9    | 6    | 30   |
| 3                         | 美国                      | 7    | 22   | 15   | 44   |
| 4                         | 日本*                     | 4    | 1    | 5    | 10   |
| 5                         | 法国                      | 4    | 0    | 4    | 8    |
| 6                         | 德国                      | 4    | 0    | 3    | 7    |
| 7                         | 西班牙                    | 3    | 2    | 4    | 9    |
| 8                         | 意大利                    | 2    | 7    | 5    | 14   |
| 9                         | 英国                      | 2    | 5    | 5    | 12   |
| 10                        | 加拿大                    | 2    | 3    | 5    | 10   |
| 11                        | 匈牙利                    | 2    | 2    | 0    | 4    |
| 12                        | 突尼斯                    | 2    | 1    | 0    | 3    |
| 13                        | 立陶宛                    | 2    | 0    | 0    | 2    |
| 13                        | 瑞典                      | 2    | 0    | 0    | 2    |
| 15                        | 荷兰                      | 1    | 2    | 2    | 5    |
| 16                        | 奥地利                    | 1    | 2    | 0    | 3    |
| 17                        | 罗马尼亚                  | 1    | 1    | 0    | 2    |
| 17                        | 南非                      | 1    | 1    | 0    | 2    |
| 19                        | 墨西哥                    | 0    | 5    | 2    | 7    |
| 20                        | 乌克兰                    | 0    | 1    | 1    | 2    |
| 21                        | 哥伦比亚                  | 0    | 1    | 0    | 1    |
| 21                        | 希腊                      | 0    | 1    | 0    | 1    |
| 21                        | 中国香港                  | 0    | 1    | 0    | 1    |
| 21                        | 波兰                      | 0    | 1    | 0    | 1    |
| 21                        | 葡萄牙                    | 0    | 1    | 0    | 1    |
| 26                        | 巴西                      | 0    | 0    | 1    | 1    |
| 26                        |                           | 0    | 0    | 1    | 1    |
| 26                        | 韩国                      | 0    | 0    | 1    | 1    |
| 26                        | 新西兰                    | 0    | 0    | 1    | 1    |
| 26                        | 瑞士                      | 0    | 0    | 1    | 1    |
| 总计（共30个国家 / 地区） | 总计（共30个国家 / 地区） | 75   | 77   | 74   | 226  |

## 外部連結
- 官方網站 （页面存档备份，存于）